# 10e étape du Tour d'Espagne 1998
La 10e étape du Tour d'Espagne 1998 a eu lieu le 15 septembre 1998 entre Vic et Estación de Pal (Andorra). Elle a été remportée par José María Jiménez.

## Récit
Nouvelle victoire d'étape pour José María Jiménez, imbattable sur cette Vuelta dès que la route s'élève.

Son leader Abraham Olano a bien limité les dégâts en contrôlant Laurent Jalabert. Parmi les prétendants à la victoire finale, seul Fernando Escartín réalise une belle opération en reprenant plus d'une minute à Olano.

## Classement de l'étape
| Classement étape | Classement étape   | Classement étape | Classement étape      | Classement étape | Classement étape |
| ---------------- | ------------------ | ---------------- | --------------------- | ---------------- | ---------------- |
| 1.               | José María Jiménez |                  | Banesto               | en               |                  |
| 2.               | Fernando Escartín  |                  | Kelme                 | +                | 16 s             |
| 3.               | Roberto Heras      |                  | Kelme                 |                  | 1 min 26 s       |
| 4.               | Oscar Camenzind    |                  | Mapei                 |                  | 1 min 31 s       |
| 5.               | Daniel Clavero     |                  | Vitalicio Seguros     |                  | m.t              |
| 6.               | Gilberto Simoni    |                  | Cantina Tollo         |                  | m.t              |
| 7.               | Laurent Jalabert   |                  | ONCE                  |                  | m.t              |
| 8.               | Manuel Beltrán     |                  | Banesto               |                  | m.t              |
| 9.               | José Castelblanco  |                  | Avianca-Telecom-Kelme |                  | m.t              |
| 10.              | Alex Zülle         |                  | Festina-Lotus         |                  | m.t              |

## Classement général
| Classement général | Classement général | Classement général | Classement général | Classement général | Classement général |
| ------------------ | ------------------ | ------------------ | ------------------ | ------------------ | ------------------ |
| 1.                 | Abraham Olano      |                    | Banesto            | en                 |                    |
| 2.                 | Laurent Jalabert   |                    | ONCE               | +                  | 41 s               |
| 3.                 | Fernando Escartín  |                    | Kelme              |                    | 1 min 10 s         |